# خيط الرواس (ويس)
خیط الرواس (بالفارسية: خیطالرواس) هي منطقة سكنية تقع في إيران في قسم ويس الريفي. يقدر عدد سكانها بـ 3,558 نسمة .